# Prasat Sambour
Prasat Sambour là một huyện srok thuộc tỉnh Kampong Thom ở miền trung Campuchia. Theo thống kê năm 1998, dân số toàn huyện là 36.983 người.